# 鄧上文
鄧上文（英語：Shermon Tang Sheung Man，1983年9月27日—），香港女演員。

## 簡歷
鄧上文香港出生，籍貫廣東惠陽淡水。是香港客家人，父親是香港藝員鄧英敏，她在年幼之時，就已多次與父親一同在電視上亮相及唱歌。曾為香港前童星，1990年代，因為九七前途問題，但隨同父親移民加拿大，之後已多次傳出她有意返回香港參選香港小姐競選，於2005年參選香港小姐，獲得「最上鏡小姐」獎，卻未能打入最後五強。
鄧上文已於2011年10月合約期滿後離開無綫電視，便全面正式息影。
2010年3月與澳洲籍初戀男友Andrew於泰國結婚，婚後長居澳洲，現育有三子。。
2019年，復出後為ViuTV旅遊節目《A Taste of Hong Kong S2》的擔任客席主持

## 演出作品

### 電視劇（無綫電視）
| 首播          | 劇名            | 角色             | 性質                 |
| 2006年-2007年 | 高朋滿座        | 高有情（阿喱）   | 第三女主角           |
| 2008年        | 金石良緣        | Stephy           | 客串                 |
| 2008年        | 法證先鋒II      | 梅 芊（Mabel）   | 單元角色 （25-29集） |
| 2009年        | ID精英          | 李曉雯（靚妹）   | 女配角               |
| 2009年        | 有營煮婦        | Frankie          | 女配角               |
| 2010年        | 老友狗狗        | 黃雅文（Jessie） | 女配角               |
| 2010年        | 畢打自己人      | 林小曼（Mandy）  | 客串（第311集）      |
| 2011年        | Only You 只有您 | 許妙茵（Yan）    | 女配角               |
| 2011年        | 花花世界花家姐  | Dora             | 客串                 |
| 2011年        | 潛行狙擊        | 高一悅（Nicole） | 單元角色 （26-29集） |
| 2013年        | 戀愛星求人      | 黃美娟（Maggie） | 女配角               |

### 節目主持（無綫電視）
- 2006年：《娛樂直播》
- 2008年：《港生活·港享受》（明珠台）
- 2009年：《明珠生活》
- 2011年：《更上一層樓》

### 節目主持（ViuTV）
- 2019年：《A Taste of Hong Kong S2》

### 節目嘉賓（無綫電視）
- 2009年：《當香港小姐遇上香港先生》
- 2009年：《智激校園》

### 電影
- 1995年：《仙樂飄飄》
- 2009年：《短暫的生命》
- 2010年：《惡胎》
- 2010年：《殭屍新戰士》

## 曾獲獎項
- 2005年：香港小姐競選 - 最上鏡小姐

## 外部連結
- 鄧上文 TVB blog

| 前任： 徐子珊 | 香港小姐競選最上鏡小姐 2005年 | 繼任： 周家蔚 |